# Aaron Smith
Aaron Douglas Smith (født 9. april 1976) er en tidligere amerikansk fodbold-spiller fra USA, der spillede 13 sæsoner for det professionelle NFL-hold Pittsburgh Steelers. Han spillede positionen defensive end.